# Sukakerta (Jatiwaras)
Sukakerta is een bestuurslaag in het regentschap Tasikmalaya van de provincie West-Java, Indonesië. Sukakerta telt 4596 inwoners (volkstelling 2010).